# 前田拳太郎
前田拳太郎（日语：／ Maeda Kentarō；1999年9月6日—）是日本男演員，劇團EXILE成員。出身自埼玉縣，LDH JAPAN旗下藝人。

## 經歷
在幼儿园时期，拳太郎就渴望在假面騎士系列剧中出镜，这一梦想促使他立志成为一名演员。
他毕业于独协大学经济学院。
2020年他开始学习演技，为今后的演员生涯做准备。
2021年4月，他出演了東京電視台連續劇《戀愛喜劇的守則～彆扭女子與年下男子～》。同年7月1日加入了LDH JAPAN。
2021年9月，他作为主演出演了特攝電視劇《假面騎士REVICE》中主角五十嵐一輝 / 假面騎士Revi。
2022年11月1日，他宣布加入劇團EXILE。

## 人物
- 興趣是讀書，看漫畫和動畫。
- 特技是空手道和社交舞蹈。
- 妹妹為早安家族旗下偶像團體BEYOOOOONDS的成員前田心。
- 與演員（原早安少女組。成員）的工藤遙之間為青梅竹馬的關係。前田和工藤在小時候就認識對方，彼此家庭之間的關係非常親近。

## 作品列表

### 電視劇
- 戀愛喜劇的守則～彆扭女子與年下男子～ 第1集（ラブコメの掟〜こじらせ女子と年下男子〜，2021年4月8日，東京電視台）
- 假面騎士聖刃 增刊號（2021年8月29日，朝日電視台）：飾演 五十嵐一輝 / 假面騎士REVI
- 假面騎士REVICE（2021年9月5日 - 2022年8月28日，朝日電視台）：飾演 五十嵐一輝 / 假面騎士REVI（跟 木村昴雙主演）
- 女神的教室～法學青春白皮書～（2023年1月9日 - 3月20日，富士電視台）：飾演 水澤拓磨
- Mr.新娘（2023年4月12日 - 6月21日，富士電視台）：飾演 花妻蘭
- 無法傳達給你。（2023年9月27日 - 11月15日，TBS）：飾演 ヤマト / 大原倭斗（與柏木悠〈超特急〉雙主演）
- 特命！警視廳特別會計員（2023年10月16日 - 12月25日，關西電視台・富士電視台）：飾演 月村久
- 貞德的審判 第4集（2024年2月2日，東京電視台）：飾演 淡路宗一郎
- 與你一起綻放～新選組青春錄～（2024年4月25日 - 9月12日，朝日電視台）：鎌切大作（與奥智哉雙主演）
- 嘲笑的淑女 第7集 - 最終集（2024年9月7日 - 9月21日，東海電視台・富士電視台）：飾演 野々宮弘樹
- D&D～醫者與刑警的搜查線～（2024年10月18日 - 11月29日，東京電視台）：飾演 牧野真二
- PJ航空救難團（2025年4月24日 - 6月19日，朝日電視台）：飾演 白河智樹

### 電影
- 假面騎士聖刃 + 機界戰隊全開者 超級英雄戰記（2021年7月22日）：飾演 假面騎士REVI
- 假面騎士REVICE 短篇電影（2021年7月22日）：飾演 五十嵐一輝 / 假面騎士REVI（跟 木村昴雙主演）
- 假面騎士Beyond Generations（2021年12月17日）：飾演 五十嵐一輝 / 假面騎士REVI（跟 木村昴、内藤秀一郎 三倍主演）
- 劇場版 假面騎士REVICE Battle Familia（2022年7月22日）：飾演 五十嵐一輝 / 假面騎士REVI（跟 木村昴、 三倍主演）
- 美麗的他～eternal～（2023年4月7日）：飾演 桐谷恵介

### 動畫電影
- 心之觸碰。（2024年10月4日）：飾演 井之原優太（跟 永瀨廉、坂東龍汰 三人主演）[5]